# تدرجية

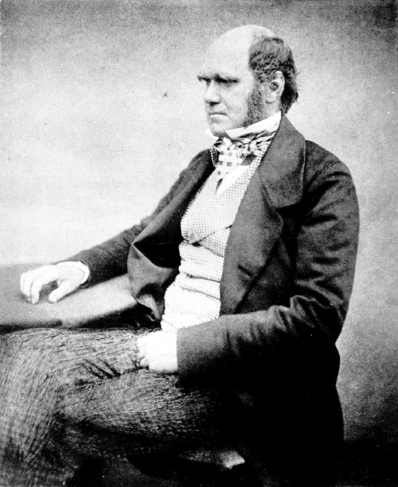

يأتي مصطلح التدرجية من الكلمة اللاتينية (Gradus) بمعنى (درجة)، وهو فرضية أو نظرية أو معتقد يقول بأنّ التغيير يحدث تدريجيًا أو أنّ التنوّع تدريجي في الطبيعة، وبأنّه يحدث بمرور الوقت وليس باتباع خطوات الكبيرة. وتعتبر معتقدات الوتيرة الواحدة، والتدريجية، والإصلاحية مفاهيمًا مماثلة.

## الجيولوجيا والبيولوجيا
التدرجية في العلوم الطبيعية هي النظرية التي ترى أن التغير الجذري هو المنتج التراكمي للعمليات البطيئة والمستمرة، وغالبًا ما تُعاكس التدرجية من قبل نظرية الكارثة أو الكارثية. اقتُرِحَت النظرية في عام 1795 بواسطة عالم الجيولوجيا الإسكتلندي جيمس هوتون، ثم دُمِجَت لاحقًا في نظرية الوتيرة الواحدة لتشارلز لايل. طُبِّقَت معتقدات كلتا النظريتين في البيولوجيا وشكّلت أساس نظرية التطور المبكرة.
تأثر تشارلز داروين بكتاب مبادئ الجيولوجيا للايل، الذي شرح كلًا من منهجية ونظرية الوتيرة الواحدة. توصّل داروين باستخدام نظرية الكارثة إلى أنّ العملية التطورية لا بُدَّ أن تحدث بشكل تدريجي، وليس عبر التطور القافز، لأنّنا لا نلاحظ التطور القافز في الوقت الحالي، إضافةً إلى ذلك، من الأكثر ترجيحًا ألا يتم انتقاء الانحرافات الشديدة عن النمط الظاهري المعتاد.
غالبًا ما يتم الخلط بين مفهومي التدرجية والتدرج السلالي، وهو مصطلح صاغه ستيفن جاي غولد ونايلز إلدريدج ليتناقض مع نموذج التوازن النقطي خاصتهم، والذي هو تدريجي بحد ذاته، لكنه يقول أنّ التطور -في المعظم- يتّسم بفترات طويلة من الاستقرار التطوري (الركود التطوري)، تتخللها حالات نادرة من التطور المتفرع.

### التدرج السلالي
التدرج السلالي هو نموذج للتطور يقول أنّ معظم عمليات الانتواع بطيئة، مطردة، وتدريجية؛ يحدث التطور عادةً بالتحول المطرد لنوع كامل إلى نوع جديد (من خلال عملية تسمى التخلق التجددي). لا يوجد خط واضح بحسب هذه الرؤية لترسيم الحدود بين الأسلاف والأنواع المنحدرة ما لم يحدث الانفصال.

### التدرج النقطي
يعني التدرج النقطي مرور النوع بركود نسبي على مدى جزء كبير من مدته الإجمالية، مع خضوعه لتغير مورفولوجي دوري سريع نسبيًا لا يؤد إلى تفرّع النسب، هو أحد فرضيات التطور المكروي، وهو أحد النماذج الثلاثة الشائعة للتطور.
ينص النموذج الفيلوجيني–وهو النموذج التقليدي لعلم الأحياء القديمة- على تطور الصفات ببطء دون أي ارتباط مباشر مع الانتواع، بينما تدعي الفكرة الأحدث نسبيًا والأكثر إثارةً للجدل للتوازن النقطي أنّ التغيرات التطورية الكبرى لا تحدث مع الزمن وعلى التدريج، وإنّما عند المرور بأحداث سريعة نادرة محددة من الانتواع المتفرع. يقع التدرج النقطي في مكان ما بين التدرج السلالي والتوازن النقطي. وينص على أنّ الانتواع ليس ضروريًا لتتطور السلالة بسرعة من توازن إلى آخر، ولكنها قد تظهر انتقالات سريعة بين حالات مستقرة طويلة.

## السياسة والمجتمع
تقتضي التدرجية في السياسة أن التغيير الاجتماعي يمكن تحقيقه عبر إضافاتٍ صغيرة منفصلة، عوضًا عن الأحداث المفاجئة كالثورات أو الانتفاضات مثلًا. وتعتبر التدرجية أحد السمات المميزة لليبرالية والإصلاحية السياسية. تدفع السياسات المكيافيلية السياسيين إلى تبني مفهوم التدرجية.
غالبًا ما يتم التمييز بين مفهوم التدرجية والإصلاحية في السياسة الاشتراكية وداخل الحركة الاشتراكية، حيث يشدد الأول على ضرورة صياغة الأهداف قصيرة الأجل وتنفيذها بطريقة تؤدي حتمًا إلى أهداف طويلة الأجل. ترتبط التدرجية بشكل عام بالمفهوم الاشتراكي الليبرتاري للقوة المزدوجة، ويُنظَر إليها كحل وسطي بين الإصلاحية والثورية.
عارض مارتن لوثر كينغ الابن فكرة التدرجية كوسيلة للقضاء على الفصل العنصري، إذ أرادت الحكومة محاولة دمج الأمريكيين من أصل أفريقي والأوروبيين الأمريكيين ببطء في نفس المجتمع، ولكن اعتقد الكثيرون أنّ ذلك كان وسيلة للحكومة لتأجيل فعل أي شيء حيال الفصل العنصري:
من خطاب «لدي حلم» الذي ألقاه مارتن لوثر كينغ الابن في 28 آب/أغسطس عام 1963 عند نصب لنكولن التذكاري في واشنطن العاصمة.

## اللسانيات والتغير اللغوي
يُنظر في علم اللغويات إلى تغير اللغة على أنه تدريجي، وأنه نتاج سلسلة من ردود الفعل، وبكونه خاضعًا للانجراف الدوري. إنّ الرأي القائل بأن اللغات الكريولية هي نتاج الكارثية، هو أمر متنازع عليه بشدة.

## الأخلاقيات

### في المسيحية
استُخدِمَت التدرجية أيضًا في السياق الديني، خاصةً في الكنيسة الكاثوليكية (خصوصًا في الأخلاق واللاهوت الأخلاقي)، لوصف وجهة نظر مفادها أنّ بعض الأفراد والأسر التي تشكل أبرشية أو مجتمع قد يكونون على نقاط مختلفة من الخط الممتد بين الخطيئة والفضيلة، وبأنهم قادرين على تلقي القربان المقدس، وأن يصلوا لمستوى أكبر من القداسة. يُعلِّم هذا الرأي أنّ حياة وعلاقات الأشخاص الذين يمارسون أنماط حياة غير مقبولة من الناحية الأخلاقية، قد يحتوي على بعض الخير وحتى الخير الأعظم، مثل الحب المتفاني والاحترام المستمر. ويرى أنّ الفضائل ليست مسألة كل أو لا شيء، وأنّه يمكن العثور على الخير حتى في سياق الأوضاع غير المقبولة أخلاقيًا. ويعتبر أسقف سان دييغو- كاليفورنيا «روبرت ماكلروي» من رجال الدين الكاثوليك الذين يعتنقون هذا الرأي، إذ كتب في عام 2016:

### البوذية والفلسفات الشرقية الأخرى
التدرج هو النهج الذي تتبعه بعض مدارس البوذية والفلسفات الشرقية الأخرى (مثل التيرافادا أو اليوغا)، إذ يمكن تحقيق التنوير خطوة بخطوة، من خلال العمل الشاق. النهج المعاكس، هو تلك البصيرة التي تتحقق دفعةً واحدة، يُطلق عليه التنور المفاجئ. كان الجدل حول هذه القضية مهمًا جدًا لتاريخ تطور الزِنْ، الذي رفض التدرج، ولتأسيس النهج المعاكس داخل البوذية التبتية بعد نقاش ساماي أو النقاش العظيم. لكنه استمر في مدارس أخرى من الفلسفة الهندية والصينية.

## الأنماط الأخرى
التدرجية المتناقضة هي المعالجة شبه المتجانسة للغموض المطوّرة من قبل لورينزو بينيا، والتي تَعتَبر التناقضات الحقيقية بمثابة حالات، بحيث تتواجد الحالة الراهنة بشكل جزئي فقط.
تكون التدرجية المُنجَزة في التغيير الاجتماعي من خلال الوسائل الإصلاحية، هي مبدأ أخلاقي تلتزم به جمعية فابيان. بطريقة أعم، الإصلاحية هي افتراض أنّ التغييرات التدريجية من خلال وداخل المؤسسات القائمة، يمكن أن تغير النظام الاقتصادي الأساسي والهياكل السياسية الأساسية للمجتمع، وأنّ تراكم الإصلاحات يمكن أن يؤدي إلى ظهور نظام اقتصادي وشكل مختلف تمامًا للمجتمع عن الرأسمالية الحالية. نشأت هذه الفرضية عن التغيير الاجتماعي كنموذج معارض للاشتراكية الثورية، والتي تزعم أنّ الثورة ضرورية لحدوث تغييرات هيكلية أساسية.
في المصطلحات المتعلقة بتخمينات النظام العالمي الجديد (نظرية المؤامرة)، تشير التدرجية إلى التطبيق التدريجي لحكومة عالمية شمولية.